# Parafia św. Teresy od Dzieciątka Jezus w Renmark
Parafia św. Teresy od Dzieciątka Jezus w Renmark – parafia rzymskokatolicka, należąca do diecezji Port Pirie, erygowana w 1914 roku.